# Église Saint-Philippe-et-Saint-Jacques de Norton St Philip
L'église Saint-Philippe-et-Saint-Jacques de Norton St Philip est une église anglicane située à Norton St Philip, dans le comté du Somerset, en Angleterre. Édifiée aux XIIIe et XIVe siècles, elle est classée monument de Grade II* depuis 1968.

## Historique
Un premier édifice se trouve probablement à cet endroit avant la conquête normande. 
L'édifice actuel possède des éléments des XIIIe et XIVe siècles ; en revanche, le collatéral nord est vraisemblablement ajouté au XVIIe siècle. 
Au XVIIe siècle, Samuel Pepys visite l'église et décrit le tombeau d'un Templier, qui est aujourd'hui considéré comme celui d'un avocat ou d'un marchand du XVe siècle. Pepys relate également l'histoire des « jeunes filles de Foscott », probablement deux sœurs siamoises du village de Foxcote, non loin de Norton St Philip,. 
Dans les années 1840, l'église subit une importante restauration victorienne de la main de l'architecte George Gilbert Scott. Lors d'une autre restauration en l'an 2000, une nouvelle sacristie en bois et en acier, ainsi que des toilettes et du mobilier pour les assemblées ont été ajoutés. En 2008, l'église reçoit le Village Church for Village Life Award en raison de son architecture et des services qu'elle rend à la population.

## Architecture
L'église est faite de pierres issues de la carrière de Doulting (en). Bien que la pierre soit brute à certains endroits, des pierres taillées ont été ajoutées aux côtés sud et est, probablement lors de la restauration victorienne au XIXe siècle. L'église possède un toit en ardoise qui surmonte un premier toit en tonneau. La tour ouest de 3 étages renferme 6 cloches et est parée d'une horloge fabriquée par Benjamin Lewis Vulliamy (en) et Charles Frodsham (en) en 1841.
Les vitraux de la fenêtre est sont réalisés par Christopher Webb. D'autres fenêtres possèdent des vitraux biens plus anciens.
L'église renferme plusieurs mémoriaux, dont un dédié à un soldat tombé à Norton St Philip en 1643 durant la Première révolution anglaise.

## Statut paroissial
La paroisse Saint-Philippe-et-Saint-Jacques est rattachée au bénéfice de Hardington Vale au sein de l'archidiaconé de Wells et du diocèse de Bath et Wells.